# Heliophanus pistaciae
Heliophanus pistaciae este o specie de păianjeni din genul Heliophanus, familia Salticidae, descrisă de Wesolowska în anul 2003. Conform Catalogue of Life specia Heliophanus pistaciae nu are subspecii cunoscute.